# Coscinia cribraria
Coscinia cribraria là một loài bướm đêm thuộc phân họ Arctiinae, họ Erebidae. Nó được tìm thấy ở châu Âu ngoại trừ most khu vực miền bắc.

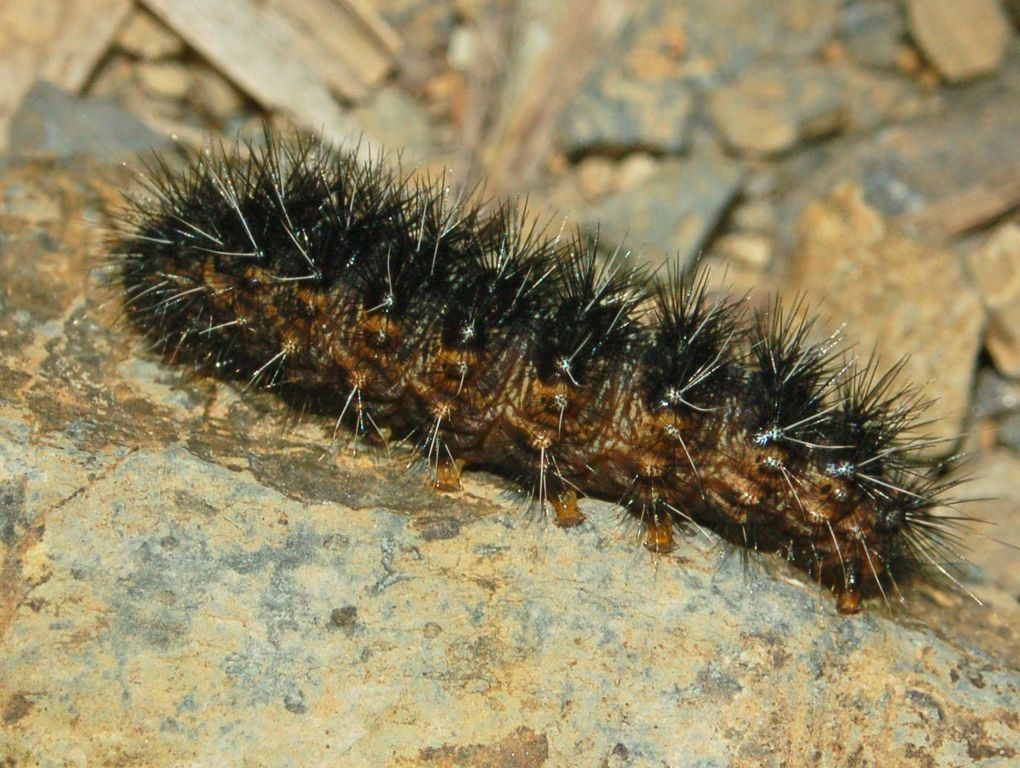
Sâu bướm Coscinia cribraria

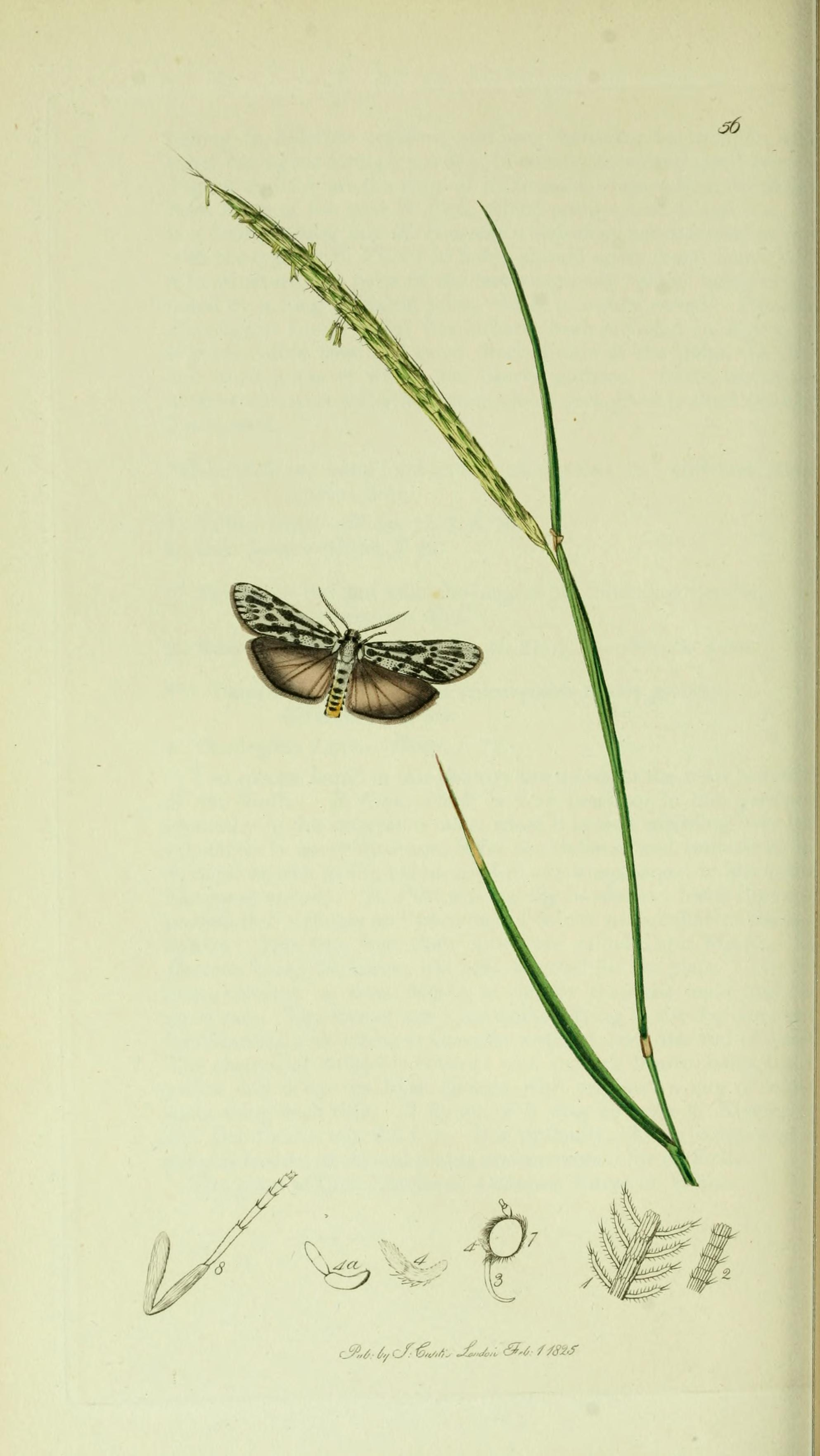
Minh họa từ John Curtis's British Entomology Volume 5

Sải cánh dài 30–35 mm. Con trưởng thành bay từ tháng 7 đến tháng 8 tùy theo địa điểm.
Ấu trùng ăn nhiều loại cây thân thảo khác nhau, bao gồm Festuca, Calluna vulgaris và Plantago lanceolata.

## Hình ảnh

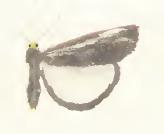
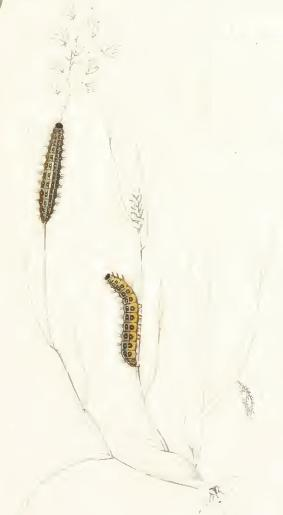
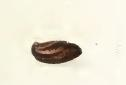
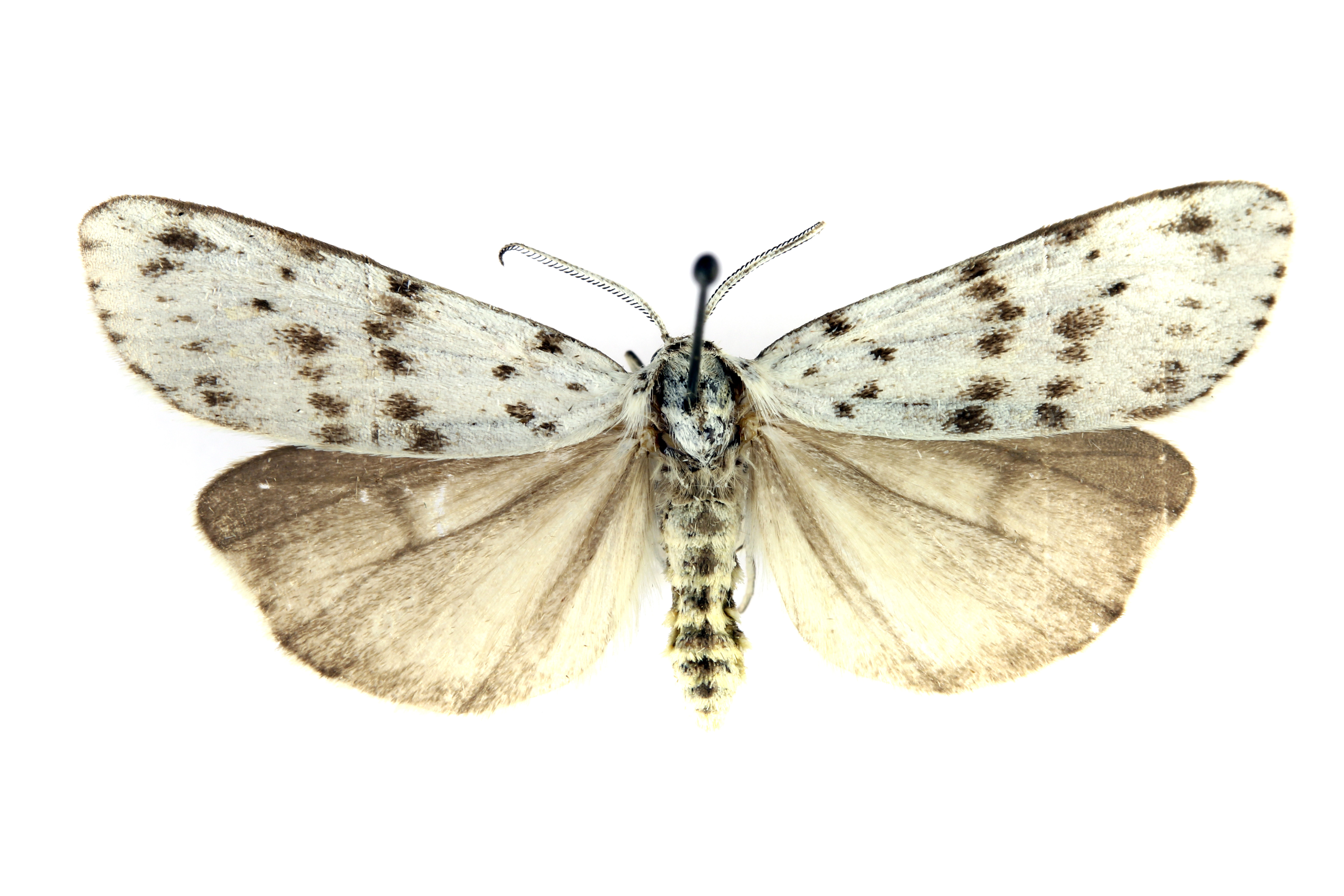